# Макра (коммуна)

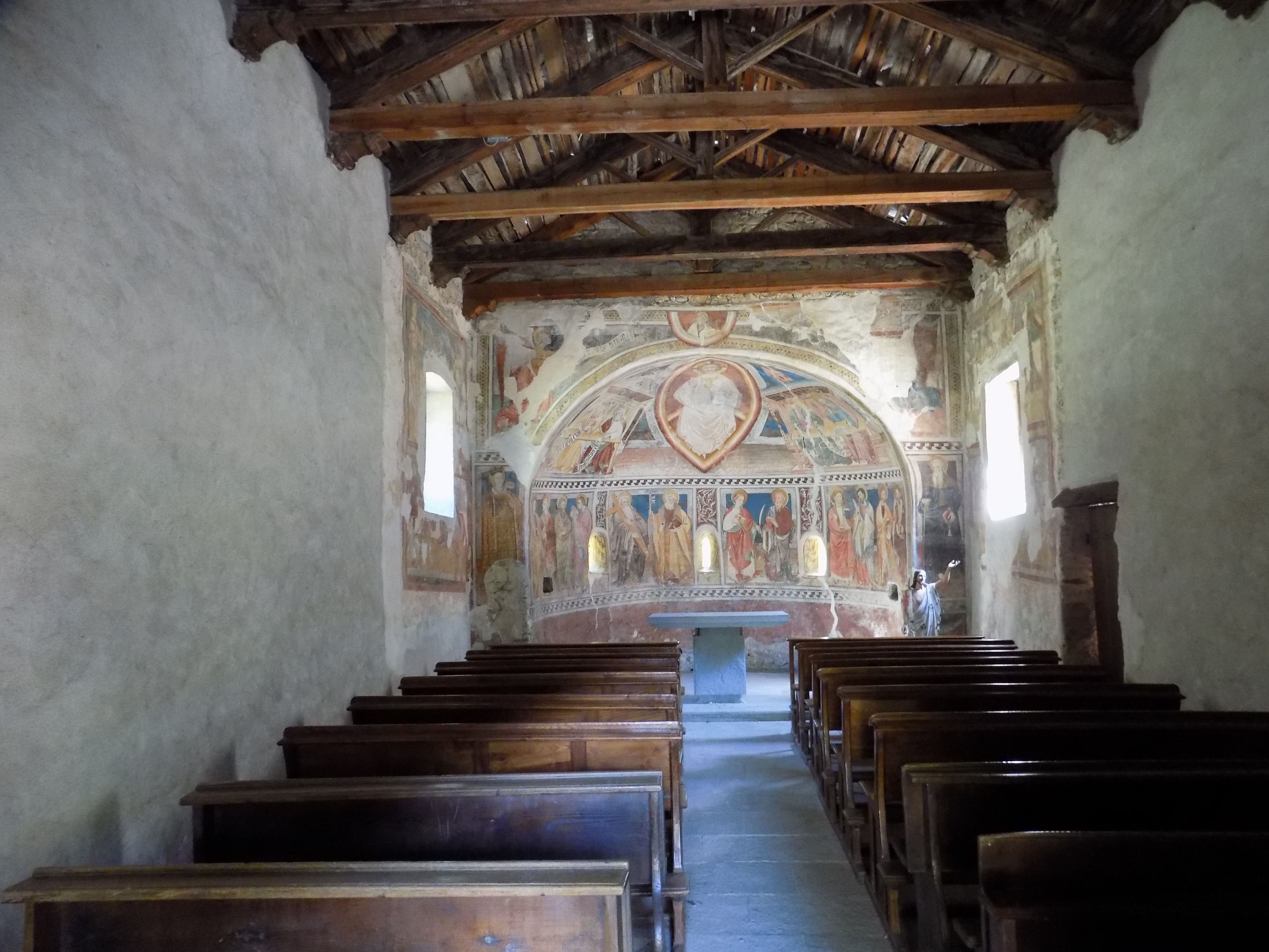
Часовня Христа-Спасителя.

Макра (итал. Macra) — коммуна в Италии, располагается в регионе Пьемонт, в провинции Кунео.
Население составляет 66 человек (2008 г.), плотность населения составляет 3 чел./км². Занимает площадь 24 км². Почтовый индекс — 12020. Телефонный код — 0171.
Покровителем коммуны почитается святой Марцеллин (папа римский), празднование 26 апреля.

## Демография
Динамика населения:

## Администрация коммуны
- Официальный сайт: http://www.comune.macra.cn.it/